# 11847 Winckelmann
11847 Winckelmann è un asteroide della fascia principale. Scoperto nel 1988, presenta un'orbita caratterizzata da un semiasse maggiore pari a 2,6721522 au e da un'eccentricità di 0,0657679, inclinata di 10,24828° rispetto all'eclittica.
L'asteroide è dedicato all'archeologo tedesco Johann Joachim Winckelmann.